# Colibrí ermità del Tapajós
El colibrí ermità del Tapajós (Phaethornis aethopygus) és una espècie d'ocell de la família dels troquílids (Trochilidae) que habita el sotabosc de la selva de la zona dels rius Tapajós i Xingu, a l'estat brasiler de Pará.